# اچ‌ام‌اس آپولو (۱۷۹۹)

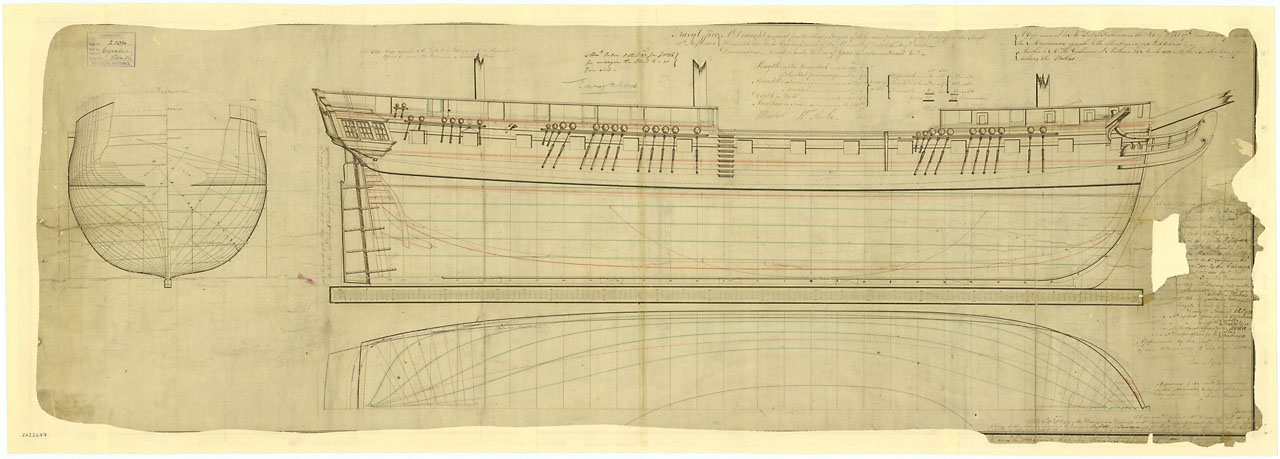
طرح یک ناوچه کلاس آپولو به تاریخ ۱۸۰۳

اچ‌ام‌اس آپولو (۱۷۹۹) (به انگلیسی: HMS Apollo (1799)) یک کشتی بود. این کشتی در سال ۱۷۹۹ ساخته شد.